# 雙面維若妮卡
雙面維若妮卡（英语：The Veronicas／The Origliasso Twins，1984年12月25日—），生于澳大利亚布里斯班，澳大利亚双胞胎Jessica & Lisa Origliasso组成的流行乐团。

## 經歷

### 早期
这对双胞胎本名叫做 Lisa & Jessica Origliasso，同卵双生，外表一模一样，出生时间相差一分钟，父母Joseph & Colleen Origliasso是義大利（西西里）人，她们的哥哥Julian Origliasso后来也是一位音乐人。她们成長於 Albany Creek（澳大利亞布利斯班的西北部），在那裡就讀 Ferny Grove State 高中和 Wavell State 高中。她們從小就對表演很有興趣，曾參與當地報紙舉辦的電視秀，充分展現了她們對表演的熱愛。 
Jessica 與 Lisa 也在一些當地的電視節目有演出的經驗，包括2001年在澳洲的兒童影集Cybergirl擔任次要角色，她們在戲裡同樣飾演雙胞胎姊妹，Lisa 扮演 Sapphire，Jessica 則是 Emerald。在18歲生日當天 Jess 收到的禮物便是她的第一把吉他，且開始用這把吉他創作寫歌。她們與朋友 Tracy Woods、R.Vikness 組成了「Teal」，開始嘗試不同的音樂類型，並且發行單曲Baby It's Over，但在當地電台的迴響並不大。
在2004年 Jessica 和 Lisa 被介紹給 Bell Hughes Music Group 的音樂總監海登·貝爾（Hayden Bell）。經過錄製一些 demo 之後，貝爾安排她們與 Excalibur Productions（BHMG 的子公司）簽署一份出版合約。在過程中，貝爾協助她們從 acoustic pop 的音樂風格進一步發展為更具節奏性的流行搖滾，也就是她們現在的註冊商標。有了這些 demo 的加持下，貝爾帶她們與 Engine Room 的經理會面，並立即簽署了一份協議。
為了使她們的寫歌技巧更進步，貝爾讓她們跟國際的大牌詞曲作者與製作人合作，包括 Cliff Magness（艾薇兒）、Billy Steinberg（瑪丹娜、辛蒂·羅波）、Eric Nova、Dead Mono 和 Vince DeGiorgio，創作了超過50首歌。之後便安排與華納唱片公司在美國會面，Seymour Stein 與公司高層認定貝爾確實發掘了這對獨一無二的音樂天才，他們隨即與華納旗下的 Sire Records 簽署兩百萬美元的合約。貝爾將雙面維若妮卡寫的其中一首歌《All About Us》給了 t.A.T.u.，這也成為紅遍全世界的熱門單曲。在澳洲，姊妹倆也曾替一些歌手寫過歌，像是凱西·唐娜文（Casey Donovan）的《What's Going On》及凱特·戴艾洛（Kate DeAraugo）的《Faded》，兩人皆是選秀節目《澳洲偶像》（Australian Idol）的冠軍。另外，日本流行歌手Miz的專輯中也有收錄《What's Going On》。

### 團名
雙面維若妮卡的團名來自一本叫做Archie Comics的美國漫畫雜誌中的人物 Veronica Lodge（維若妮卡·露琪），當《Archie Comics》發現她們使用了這個名字時，決定以違反商標法對兩人提出告訴，但最後雙方私下協議，一致決定以跨界互相宣傳的方式和平落幕。
雙面維若妮卡不喜歡被稱做女子二人組，但無論如何，她們努力與音樂界做區分，Lisa 表示：「我們比較喜歡被稱為團體或是樂團，我們並不想要是兩個女生唱些愛來愛去的歌所組成的流行團體或二重唱，我們具備了所有搖滾樂團應有的元素，所以無庸置疑的我們是個樂團。」
由於她們跟《Archie Comics》決定跨界互相宣傳，雙面維若妮卡與同名人物 Veronicas 一同出現在167期的漫畫做為號召，其中還附贈可以免費下載「4ever」的密碼小卡。
第100期的 Archie and Friends 特別畫了當 Archie 遇見雙面維若妮卡，在下一期（#101）中 Archie 則成了她們的超級粉絲。在「Free Comic Book Day」（免費漫畫節，有些特價有些免費）中，「Archie's 65th Anniversary Bash!」也特別刊載雙面維若妮卡。

### 2005-2007《私密情事》
Jess 與 Lisa 目前跟團員（吉他手 George、貝斯手 Paulie 和鼓手 Vik Foxx）住同一屋簷下。 
2005年10月17日，雙面維若妮卡在澳洲發行了第一張專輯《私密情事》，打進澳洲專輯榜第7名，之後上升到第二名，並得到了4張白金唱片。由於這張唱片的大成功兼熱賣，在澳洲發行了5支單曲。
《私密情事》在澳洲專輯榜一整年都沒有滑落至40名以外。2006年9月，這張專輯在澳洲音樂大獎獲得3項提名，「年度最佳流行專輯」、「年度最佳銷售專輯」及「最佳突破專輯」，雙面維若妮卡最後只抱走「年度最佳流行專輯」這個獎項，她們在當晚還表演了《Everything I'm Not》。
2006年2月14日《私密情事》在美國發行，並打入「Billboard Top Heatseekers chart」第三名，在「公告牌二百强专辑榜」中也獲得第133名的成績。在美國發行了兩支單曲，還有《私密情事》美國特別版CD+DVD，這個限量版包括兩首加值曲、MV、幕後花絮等影片，並且只在網路上販售發行。然而，在澳洲的一些CD行裡仍可發現從美國運送過來的水貨。
其他在美國發行的還有《Sessions@AOL》，包含兩首在 AOL Live 演唱的《Heavily Broken》和《Revolution》。另外還發行了《The Veronicas: Mtv.com Live EP》，同樣收錄了她們現場表演的新歌《Stay》。
這張專輯在紐西蘭、瑞士、德國、比利時等地亦紛紛告捷，2006年她們更獲得「TMF Awards」的「最佳國際藝人」。《When It All Falls Apart》在MTV亞洲「Pop 10 Chart」創下停留17週的紀錄，其中7週更是停留在冠軍位置；這首歌也為《模擬市民2：度假四季》錄製「模擬市民語」版。
Jess與Lisa也被知名品牌「Calvin Klein」與澳洲髮型產品公司 nu:u 相中,擔任澳洲地區的代言人，兩姊妹也在Blender 2006年「Hottest Women of Rock」的名單中。她們也幫電視影集《Related》演唱同名片頭曲，並曾客串飾演本人。
2006年3月，主打單曲《4ever》被由亞曼達·拜恩斯所主演的電影《足球尤物》選中作為電影插曲，其歌曲收錄在該電影的原聲帶中。在《小查與寇第的頂級生活》特別篇「The Suite Life Goes Hollywood」客串擔任特別嘉賓，演唱她們的歌《Cry》。
因為她們對時尚的熱愛，2007年8月25日兩人在澳洲的Target設置她們的Fashion Line，販售她們自己品牌的服飾。
2006年12月2日雙面維若妮卡在澳洲發行了《Exposed》，收錄她們2006年的 Revolution tour live performance，DVD還包含了05年到06年姊妹倆的生活趣事、幕後花絮及音樂錄影帶等等。首週推出即在ARIA DVD 排行榜得到第6名，獲得白金唱片認證，第二週更上升至第3名而且得到雙白金唱片認證。

## 音樂

### 專輯
| 專輯                                                            | 排行榜 | 排行榜 | 排行榜 | 排行榜 | 排行榜 | 排行榜 | 獎項           |
| 專輯                                                            | 澳洲   | 紐西蘭 | 比利時 | 荷蘭   | 瑞士   | 美國   | 獎項           |
| --------------------------------------------------------------- | ------ | ------ | ------ | ------ | ------ | ------ | -------------- |
| The Secret Life of... - 發行: 10月17日 2005年 - 版權: 華納唱片  | 2      | 5      | 11     | 75     | 61     | 133    | 4x 白金 (ARIA) |
| Hook Me Up - 發行: 2007年11月3日 - 版權: 華納音樂集團之Sire唱片 | 2      | —      | —      | —      | —      | —      | 白金 (ARIA)    |

### 單曲
| 年分 | 曲名                    | 排行榜 | 排行榜 | 排行榜 | 排行榜 | 排行榜 | 排行榜 | 專輯                                                 |
| 年分 | 曲名                    | 澳洲   | 比利時 | 德國   | 紐西蘭 | 荷蘭   | 義大利 | 專輯                                                 |
| ---- | ----------------------- | ------ | ------ | ------ | ------ | ------ | ------ | ---------------------------------------------------- |
| 2005 | 4ever                   | 2      | 26     | 29     | 7      | 50     | 42     | The Secret Life of... (album)\|The Secret Life of... |
| 2005 | Everything I'm Not      | 7      | —      | —      | 10     | —      | —      | The Secret Life of... (album)\|The Secret Life of... |
| 2006 | When It All Falls Apart | 7      | 19     | —      | 7      | 16     | —      | The Secret Life of... (album)\|The Secret Life of... |
| 2006 | Revolution              | 18     | —      | —      | —      | —      | —      | The Secret Life of... (album)\|The Secret Life of... |
| 2006 | Leave Me Alone          | 41     | —      | —      | —      | —      | —      | The Secret Life of... (album)\|The Secret Life of... |
| 2007 | Hook Me Up              | 1      | —      | —      | —      | —      | —      | Hook Me Up                                           |
| 2007 | Untouched               | 2      | —      | —      | —      | —      | —      | Hook Me Up                                           |

- 荷蘭資料來自Mega Single Top 100|Mega Single Sales chart。

## 外部連結
- 官方網站 （页面存档备份，存于）
- 雙面維若妮卡的X（前Twitter）
- 雙面維若妮卡的MySpace主頁